# Occupation de la Grèce pendant la Seconde Guerre mondiale

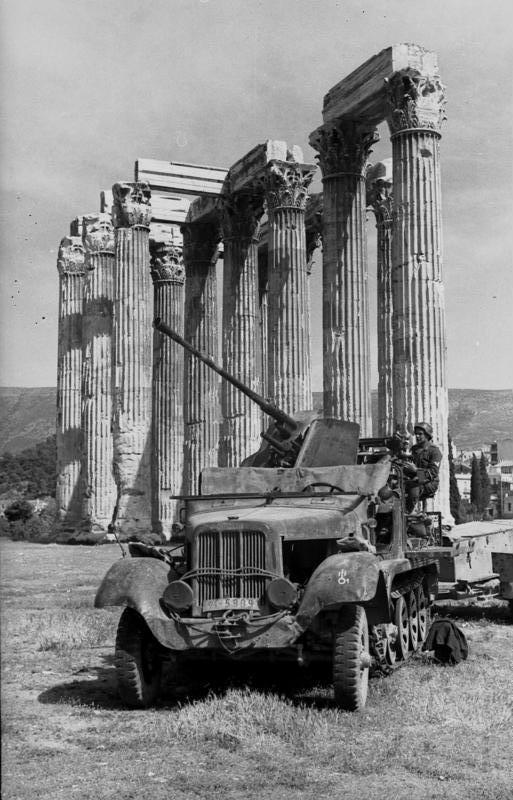
SdKfz 6 allemand en Grèce (mai 1941).

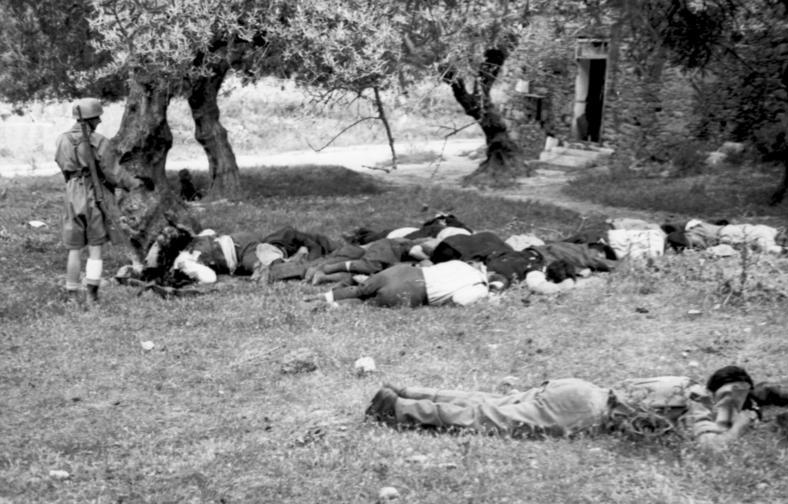
Civils grecs massacrés par des parachutistes allemands à Kondomari, en Crète, le 2 juin 1941.

La Grèce, qui résistait victorieusement aux Italiens depuis 1940, doit capituler en avril 1941 devant l’invasion conjuguée de la Wehrmacht et des troupes mussoliniennes. Commence alors une période d’occupation de la Grèce par les forces de l’Axe : l’Allemagne nazie, Italie fasciste et Bulgarie. L’occupation (en grec moderne : η Κατοχή / i Katochí) prend fin en octobre 1944 avec le retrait des troupes allemandes de la partie continentale du pays. Cependant, dans quelques îles, comme en Crète, les garnisons allemandes restent présentes jusqu'en mai-juin 1945.
Le 28 octobre 1940, l’Italie envahit la Grèce à partir de l'Albanie qu'elle occupe déjà depuis avril 1939. Cependant, l'armée grecque résiste et contre-attaque, forçant l'armée italienne à battre en retraite. En mars 1941, une nouvelle offensive italienne échoue, mettant fin aux prétentions italiennes en Grèce, et obligeant l'Allemagne à intervenir pour venir en aide à son allié. Le 6 avril 1941, l'Allemagne envahit la Grèce depuis la Bulgarie : la bataille de Grèce s'achève le 28 avril 1941 avec la chute de Kalamata, et la Grèce est divisée en trois zones d'occupation entre les Allemands, les Bulgares et les Italiens.
L’occupation de la Grèce s'avère être une dure épreuve pour la population civile : plus de 300 000 personnes meurent de faim, des milliers d'autres des représailles des occupants (le pays abrite un des mouvements de résistance les plus actifs de l'Europe occupée), et l'économie du pays est ruinée. Des groupes de résistance luttent ouvertement contre les puissances occupantes, contrôlant même certaines régions montagneuses dans le nord-ouest du pays, mais commencent à s'entre-déchirer à la fin de 1943 entre communistes et non-communistes. Lorsque la Grèce est libérée en octobre 1944, elle se trouve dans un état de crise qui la plonge dans la guerre civile.

## Contexte

### Contexte politique et diplomatique
Le 28 octobre 1940, l'ambassadeur italien à Athènes, Emanuele Grazzi, adresse au Premier ministre grec, Ioánnis Metaxás, un ultimatum demandant le libre passage des troupes italiennes sur le sol grec. Le refus de Metaxas déclenche l'offensive italienne contre la Grèce. Mussolini estime que la Grèce fait partie de la sphère d'influence naturelle de l'Italie et espère, par la même occasion, imiter les succès militaires de Hitler. Mais l'armée grecque résiste, puis contre-attaque à la mi-décembre, occupant un quart du territoire albanais (où les minorités grecques les fêtent, à Argyrokastron et à Tepeleni ; à titre anecdotique, les habitants de Menton, en France, apposent à la frontière italienne une pancarte portant l'inscription « Grecs, arrêtez votre avance, ici territoire français »). En mars 1941, une nouvelle offensive italienne échoue, et l'Italie est à nouveau humiliée.
Le 6 avril 1941, l'Allemagne envahit la Grèce depuis la Bulgarie afin de « venger » son allié italien et, par la même occasion, sécuriser son front sud (les Britanniques ayant débarqué des troupes au Pirée). L'armée grecque, largement inférieure en nombre et en équipements, s'effondre. Athènes tombe le 27 avril 1941 pendant que le Commonwealth réussit à évacuer près de 50 000 hommes. Après la chute de la Crète le premier juin, la Grèce est sous la domination des puissances de l'Axe.

### Contexte idéologique
Durant les années 1920, les raciologues allemands, encouragés par les autorités du Reich, développent la thèse de la parenté raciale entre les populations grecques et allemandes. En 1929, Hans Günther reprend ce lien de parenté, déjà mis en avant par l'historiographie de langue allemande dans les années 1820 (le précurseur de ce courant historiographique, Karl Ottfried Müller, assure que les Doriens seraient un peuple nordique). Günther, utilise tous les domaines de l'érudition pour affirmer le lien entre la Grèce antique et le Nord médiéval : mythes et légendes antiques (comparant les mythes grecs aux mythes de l'Europe septentrionale), récits d'historiens grecs, linguistique, onomastique. Suivant cette impulsion, d'autres intellectuels nazis cherchent aussi des liens de parenté raciale entre les Grecs de l'Antiquité et les populations germaniques : l'helléniste Hans-Konrad Krause affirme en 1939 que les langues grecques et allemandes présentent de nombreuses similitudes au point de vue de leur structure, tandis que Walther Darré se livre à une étude comparée du grec et du sanskrit et affirme que les Indiens, comme les Grecs, emploient le même mot pour désigner le champ et la steppe : or la steppe est définie par Darré comme une terre sans arbres, ayant connu une déforestation, comme dans le Nord de l'Europe. L'onomastique focalise aussi l'attention des chercheurs nazis, qui défendent l'idée de la parenté des prénoms, Gottlieb et Théophile (aimé des dieux) ou encore Diether et Démostratos (armée du peuple)<. D'autres intellectuels sont plus simplement à la recherche d'éléments communs aux deux psychologies raciales, allemande et grecque : Le personnage d'Ulysse est alors utilisé pour mettre en avant son esprit de décision, propre à la race nordique.
Mais la préparation idéologique de la conquête de la Péninsule hellénique ne se limite pas à la recherche de la parenté raciale entre les Grecs de l'Antiquité et les Allemands du Reich; elle se concrétise par le déploiement de toute une propagande visant à créer des parallèles culturels entre ces deux populations. En effet, le personnage d'Athéna est mis en avant pour faire le lien entre l'Antiquité grecque et le Reich, en 1933, lors de la journée de l'Art allemand, puis en 1937, lors de l'inauguration de la maison de l'art allemand. Cependant, ce sont les Jeux olympiques de 1936 qui contribuent plus que tous les discours et autres manifestations organisées par le Reich à la préparation intellectuelle des Allemands à la conquête de la Grèce : en 1936, le Schwarze Korps fait de Pélops, fondateur d'Olympie, un conquérant nordique.

## Une triple occupation
L'attaché militaire allemand à Athènes assurait qu'un faible contingent allemand aurait suffi pour tenir la Grèce, à condition qu'il n'y ait pas d'occupation italienne. Pour l'Allemagne, la Grèce n'a pas l'importance stratégique que peuvent avoir d'autres pays conquis, tels la Norvège. Pour les nazis, elle est aussi plus acceptable de leur point de vue racial et la façon dont les Grecs se sont battus contre les Italiens suscite chez Hitler une réelle admiration. Mais le Führer est pressé de rapatrier ses troupes vers le nord, et comme il n'a pas de projet à long terme pour la Grèce, il annonce le 13 mai, avant même l'invasion de la Crète, son intention de partager le pays avec les Italiens.
Finalement, c'est une triple occupation qui s'installe. Le pays est partagé entre Allemands, Italiens et Bulgares. À l'exception d'Athènes, dont autorités allemandes et italiennes sont cogérantes, la division du pays est stricte. Les trois zones sont gérées différemment, et le pays est divisé en treize régions économiques hermétiquement closes. À cause du blocus britannique, la navigation entre les îles est soumise à un strict contrôle militaire, rendant les communications difficiles et isolant les îles. Même la pêche est interdite, les occupants se méfiant à juste titre des Grecs, dont les sympathies vont massivement aux Alliés.

### Zone allemande

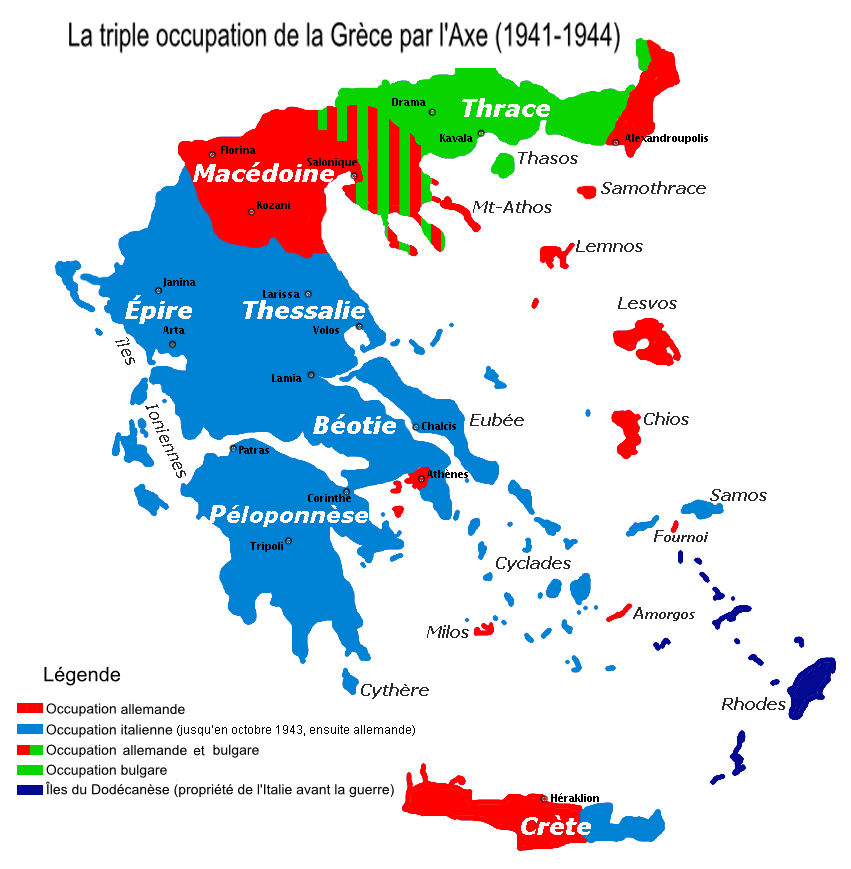
Carte montrant l'occupation tripartite de la Grèce entre mai 1941 et octobre 1943 ; d'octobre 1943 à octobre 1944, les Allemands se substituent aux Italiens.

L'Allemagne se réserve les régions clés du pays : Athènes et son port du Pirée, Thessalonique et son arrière-pays dans une région comprise entre l'Aliakmon à l'ouest et le Strymon à l'est, une zone-tampon le long de la frontière turque correspondant à l'actuel nome de l'Évros, la Crète à l'exception de sa partie la plus orientale, les îles du golfe Saronique, et quelques îles de l'Égée, dont Milos, Lemnos, Mytilène et Chios,. Si les Allemands se contentent de ces quelques régions, c'est dans le souci d'économiser des hommes.
La zone allemande constitue, avec la Serbie occupée, le commandement du Süd-Ost (Sud-Est), lui-même sous l'autorité du Wehrmachtbefehlshaber Süd-Ost (ou W.B. Süd-Ost - Commandement des forces armées du sud-est), dont le quartier-général est à Céphisée (Kifisia dans la banlieue d'Athènes) avant de déménager à Thessalonique>. Jusqu'au mois d'octobre 1941, le commandant des forces armées est le maréchal Wilhelm List, qui avait dirigé l'armée allemande au cours de l'invasion. Il est remplacé par Walter Kuntze, lui-même remplacé en août 1942 par Alexander Löhr, général de l'armée de l'air et officier le plus gradé jusqu'au départ des Allemands en octobre 1944.
Parallèlement à l'organisation militaire, Hitler nomme Gunther Altenburg comme plénipotentiaire du Reich en Grèce (Bevollmaechtigter des Reiches für Griechenland - B.d.R.f.G) afin de gérer les relations avec les officiels grecs dans les affaires internes du pays. Mais bien souvent, le W. B. Süd-Ost outrepasse l'autorité du plénipotentiaire.

### Zone bulgare
En rejoignant l'Axe le 1er mars 1941, la Bulgarie espère réaliser la Grande Bulgarie, récupérant au passage les territoires de Macédoine et en Thrace occidentale, perdus à l'issue de la Deuxième Guerre balkanique au profit de la Grèce.
Le jour de la reddition grecque (21 avril), l'armée bulgare entre en Grèce, occupant le nord du pays, et offrant ainsi à la Bulgarie un accès à la mer Égée en Thrace et en Macédoine Orientale. À aucun moment, les forces bulgares ne prennent part aux opérations militaires. En accord avec des arrangements pris avant l'offensive allemande et en remerciement pour avoir servi de base à la Wehrmacht, l'Allemagne permet toutefois à la Bulgarie d'occuper cette partie de la Grèce.
La Bulgarie occupe et annexe les territoires à l'est du Strymon, à l'exception du nome stratégique d'Evros occupé par les Allemands. La Bulgarie prend aussi possession des îles qui font face aux côtes de Thrace : Thasos et Samothrace. Dans cet espace géographique, on trouve les villes d'Alexandroúpoli (Дедеагачь, Dedeağaç), Komotiní (Гумурджина, Goumourdjina), Serrès (Сяр, Syar), Xánthi (Гзанди), Dráma (Драма) et Kavala (Кавала).
Ces régions sont « bulgarisées » : noms de villages, patronymes, pierres tombales, liturgie doivent être en langue bulgare. L'usage du grec est interdit en public, les livres en grec sont détruits, les entreprises grecques reçoivent un patron bulgare. De nombreux Grecs cessent d'envoyer leurs enfants à l'école. Les Bulgares n'apprécient pas plus les 100 000 musulmans de cette région, dont 20 000 sont pourtant bulgarophones : ce sont les Pomaques, qui se voient imposer un baptême collectif. En 1942, les Grecs et les musulmans vivant dans la zone doivent se bulgariser ou quitter la région, ce qui provoque le départ de 200 000 Grecs vers la Macédoine, et d'un nombre indeterminé de musulmans vers la Turquie. Aussi, en 1943, les Allemands, qui pensaient confier toute la Macédoine aux Bulgares afin de pallier la défection italienne, préfèrent y renoncer et se contentent de confier à la Bulgarie la région de Kilkis, la Chalcidique, et le nord du nome de Thessalonique (mais à titre d'occupation, non d'annexion).

### Zone italienne

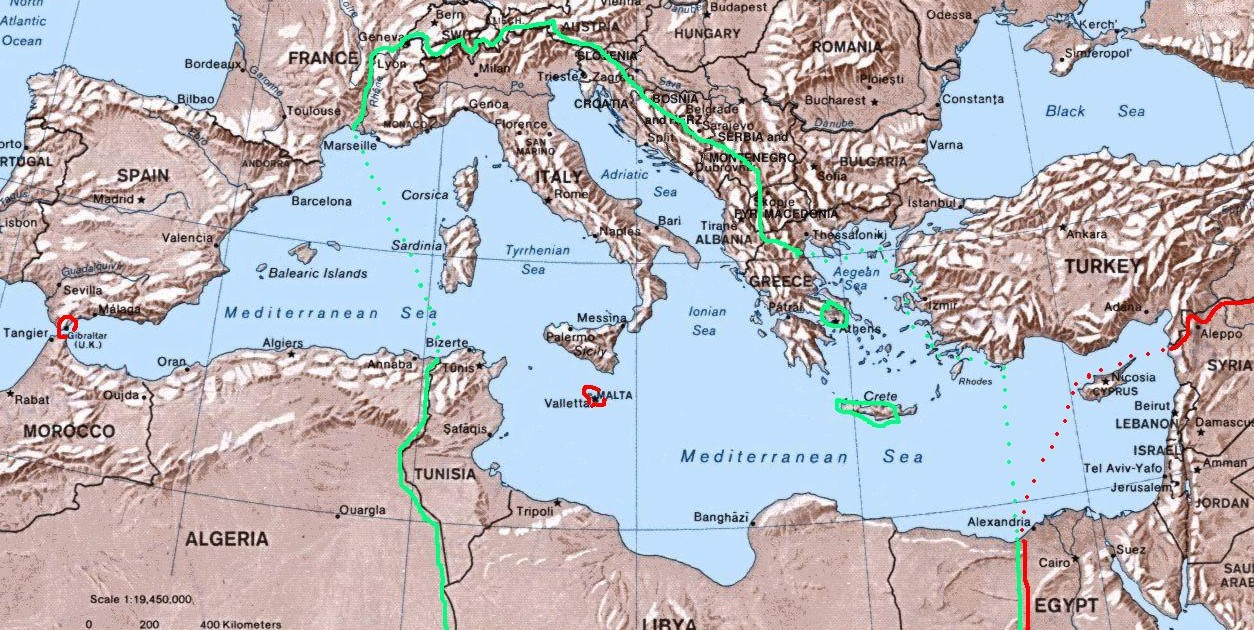
Carte montrant l'extension maximale italienne pendant la Seconde Guerre mondiale.

Le reste du pays est confié aux Italiens, soit la majeure partie de la Grèce continentale et la plupart des îles. Plusieurs projets d'annexion de ces territoires sont envisagés par Rome, mais aucun n'est vraiment appliqué au cours de la guerre, en partie à cause des réticences de Victor Emmanuel III et des Allemands, déjà opposés aux annexions bulgares. Seules les îles Ioniennes, jadis territoire vénitien, et cible de longue date de la politique expansionniste italienne, forment un État ionien, annexé de fait par l'Italie, comme l'Albanie voisine.
L'occupation italienne est, à ses débuts, particulièrement mal vécue par les Grecs, qui s'estiment vainqueurs de l'Italie, et en maints endroits, réclament des officiers allemands pour rendre les armes ou les clefs des bâtiments officiels. Par la suite, la coexistence s'avère pourtant bien plus facile avec les militaires italiens qui essayent parfois d'alimenter la population et n'appliquent ni les représailles massives, ni les politiques raciales demandées par le Reich. En Crète par exemple, le général Angelo Carta abrite dans sa zone d'occupation des résistants recherchés par les Allemands, aide certains d'entre eux à rejoindre le Dodécanèse et organise même de fausses exécutions pour leurrer ses alliés.
Toutefois cette coexistence ne dure que jusqu'au 16 février 1943, date où l'armée italienne massacre la population du village de Domenikon, en représailles à une embuscade de la résistance grecque près du village.
Chargée de contrôler la majeure partie de la campagne grecque, l'armée italienne est la première à affronter les mouvements de résistance en 1942-1943, et échoue à les contenir. À la mi-1943, la résistance crée des zones de Grèce libre dans les régions montagneuses de l'Épire, de Macédoine-Occidentale, de Thessalie et du Péloponnèse, dont elle a chassé l'armée italienne (qui s'est parfois retirée d'elle-même sous divers prétextes). Lors de la capitulation de l'Italie en septembre 1943, certaines unités sont allées jusqu'à laisser à la résistance une partie de leur matériel ou munitions. En conséquence, la zone italienne est alors occupée par les Allemands, parfois violemment comme sur l'île de Céphalonie où la division italienne Acqui est sévèrement défaite, trame de fond du roman La Mandoline du capitaine Corelli de Louis de Bernières.
Après l'occupation de ces régions par l'armée allemande, la politique raciale et de représailles s'y étend.

## Situation politique et économique
Dans le Reich, la propagande a tenu à mettre en avant les continuités qui pouvaient exister entre la civilisation grecque classique et les troupes allemandes, dignes successeurs de Léonidas, remportent, dans des conditions exactement inverses, une victoire sur les troupes britanniques aux Thermopyles.

### Quelle politique allemande pour la Grèce occupée?
Dans un contexte idéologique marqué par l'idée de reconquête de terres indogermaniques, occupées à titre viager par une population méprisée, les responsables de la propagande allemande présentent les populations grecques non comme les dignes successeurs de Léonidas (même si Hitler le suggère, évoquant les succès grecs contre les Italiens), mais comme une population ayant connu, sous la férule des Turcs, une dénordification raciale importante.
En 1941, dans la revue Volk und Rasse, le raciologue Roland Hampe défend l'idée de la parenté raciale entre les populations grecques et les Allemands du Reich, appelant à un « Anschluss racial », sous certaines conditions. La conquête allemande de la Grèce est donc présentée par la propagande nazie non seulement comme un succès politique, mais aussi comme le retour à une tradition raciale germanique : la conquête constitue la quatrième vague de migrations nordiques dans ces contrées, sur lesquelles des populations germaniques se sont établies, et pour cette raison, doivent revenir au Reich.

### Quel gouvernement pour la Grèce?

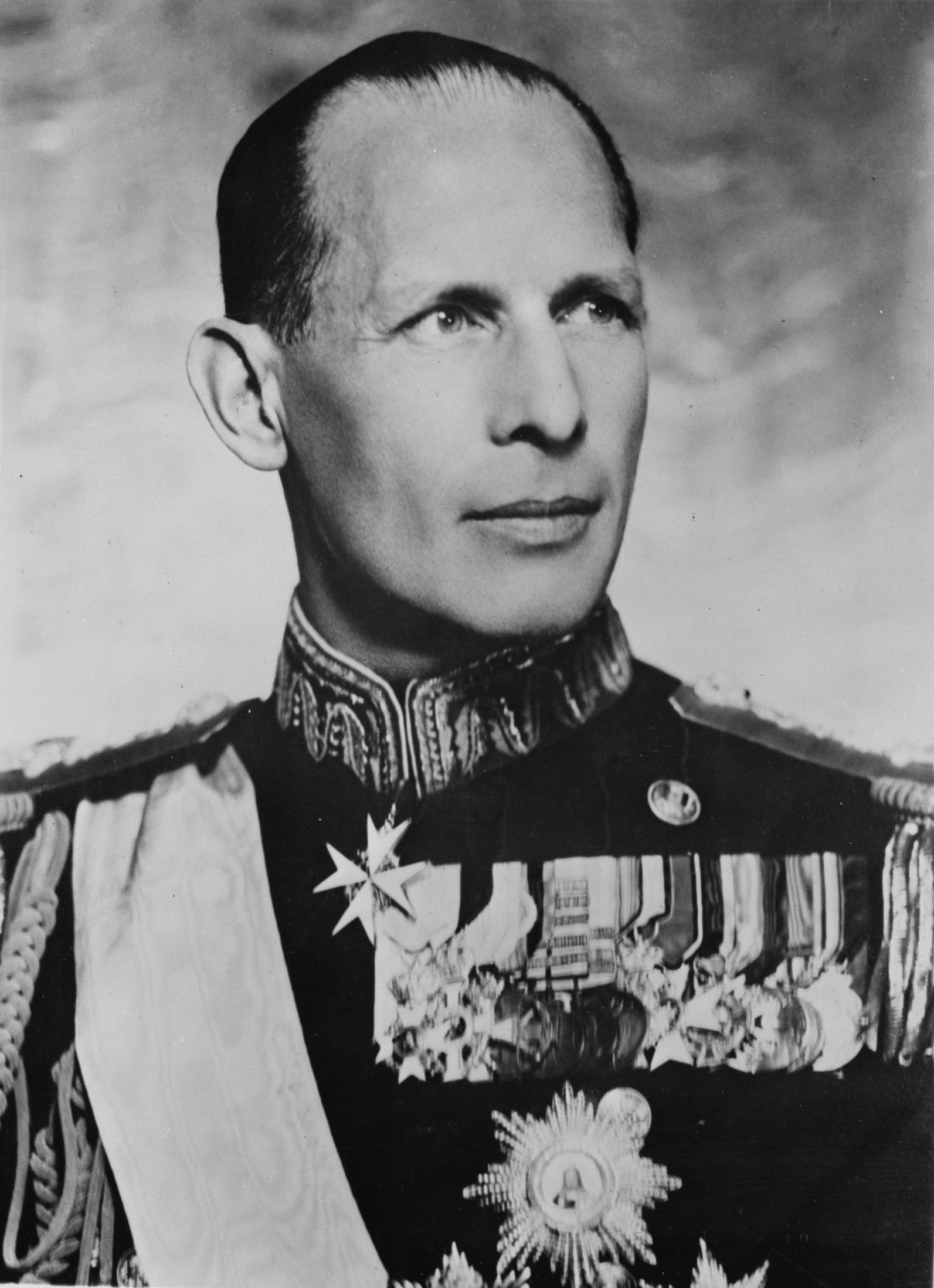
Le roi Georges II de Grèce, reconnu comme chef d'État légitime par la communauté internationale.

Ioánnis Metaxás, qui avait défié Mussolini en répondant non à l'ultimatum italien, meurt le 29 janvier 1941, en pleine contre-attaque grecque. Son successeur, Alexandros Korizis rejette la demande allemande de reddition sans condition le 6 avril, mais se suicide moins de deux semaines plus tard (18 avril) alors que les Allemands marchent sur Athènes et que la loi martiale y est déclarée. Le 20 avril, le général Georgios Tsolakoglou offre sa reddition à l'armée à l'Allemagne, et, le lendemain, Emmanouil Tsouderos est nommé Premier ministre.
Le roi Georges II et le gouvernement d'Emmanouil Tsouderos évacuent Athènes et se réfugient en Crète le 23 avril, d'où ils continuent à défier les demandes de soumission allemandes, et ce jusqu'au débarquement des Allemands sur l'île. Devant l'avancée allemande, le gouvernement grec se réfugie ensuite au Caire, en même temps que le général Freyberg, commandant des forces alliées en Crète. Le roi Georges II part en exil à Londres, pour la seconde fois au cours de son règne, semble-t-il à la demande du roi Farouk Ier d'Égypte et de ses ministres pro-italiens avant de revenir au Caire en mars 1943. Le roi Georges reste internationalement reconnu comme étant le chef d'État, appuyé par le gouvernement en exil. Georges II dispose du soutien des Britanniques et surtout de Winston Churchill qui voit en lui le symbole de la continuité constitutionnelle et nationale. Winston Churchill considère aussi que les Alliés ont une dette morale envers la Grèce et son roi, pour la lutte acharnée qu'ils ont menée contre les Italiens lors de l'hiver 1940-1941.
Pour Hitler, la solution la moins coûteuse en hommes et en ressources est la mise en place, comme dans d'autres pays occupés, d'un gouvernement fantoche composé d'autochtones. Le 26 avril 1941, le général Georgios Tsolakoglou, suivant les exemples de ses homologues Philippe Pétain en France ou Ion Antonescu en Roumanie, se déclare prêt à composer et assure aux Allemands qu'un gouvernement sous sa direction bénéficierait du soutien de l'ensemble de l'armée grecque. Hitler le nomme Premier ministre le 30 avril.
Le général Tsolakoglou compose un « gouvernement » quasi-militaire : six autres généraux en font partie. Les quelques civils qui composent ce gouvernement sont des germanophiles : ainsi Kontantinos Logothetopoulos est l'époux d'une nièce du maréchal List et Platon Hatzimichalis est un marchand ayant des attaches commerciales en Allemagne.

### Situation économique
L'occupation de la Grèce a des effets désastreux sur l'économie du pays et anéantit la capacité de production du pays pour des années. Bien que divisée en trois zones, la politique économique est bel et bien gérée par l'Allemagne, et la Grèce doit servir les intérêts économiques du Reich. Elle doit, comme les autres pays occupés, fournir des ouvriers, du matériel et des matières premières au Reich. Ainsi, entre mai et septembre 1941, les prélèvements agricoles portent sur 71 000 tonnes de raisins secs, 1 000 tonnes d'huile d'olive, 110 000 tonnes de tabac, 5 000 tonnes de coton, 4 000 tonnes de figues. Au cours des trois premières semaines d'occupation, 25 000 oranges, 4 500 citrons, 100 000 cigarettes partent de Chios. Des frais d'occupation, toujours plus élevés sont exigés : 6 milliards de drachmes en avril 1941, 180 milliards en octobre 1942, 230 milliards en novembre 1943. Pour couvrir les dépenses, l'Allemagne fait imprimer des drachmes d'occupation, et l'Italie des drachmes ioniennes.
Pour mettre la main sur les richesses minières du pays, des contrats avec les entreprises allemandes ou italiennes sont imposés aux entreprises grecques. Des cadres de grands groupes industriels comme Krupp ou IG Farben se voient confier des postes de conseillers auprès de la direction des finances du haut commandement de la Wehrmacht. Entre le 1er et le 10 mai 1941, la production entière des mines grecques de pyrite, de chrome, de nickel, magnésie, de bauxite et d'or passe dans les mains allemandes.
L'Allemagne met également la main sur la production d'électricité, les chantiers navals, les usines de munitions. La compagnie Shell est contrainte de vendre sa succursale grecque aux Allemands après avoir subi des menaces de sabotage et de confiscation.
En outre, en 1941, les Allemands forcent la Banque de Grèce à leur faire un "prêt", d'un montant record de 476 millions de Reichsmarks, destiné à soutenir l'effort de guerre des Nazis. Cet argent ne sera jamais remboursé.
Cette mainmise de l'Allemagne sur les richesses grecques provoque des tensions avec l'Italie. Les défenseurs des intérêts italiens ne tardent pas à se rendre à Athènes pour faire pression sur les industriels grecs afin qu'ils signent des contrats avec eux plutôt qu'avec les Allemands. La question des ressources grecques semble avoir détérioré les relations entre les deux partenaires de l'Axe. Ils finissent par se partager les stocks de cuir du pays, tandis que du coton, de la résine et des produits utiles à l'effort de guerre italien traversent l'Adriatique. L'Allemagne assouplit également sa position concernant quelques entreprises pour lesquelles les Italiens peuvent prendre position.

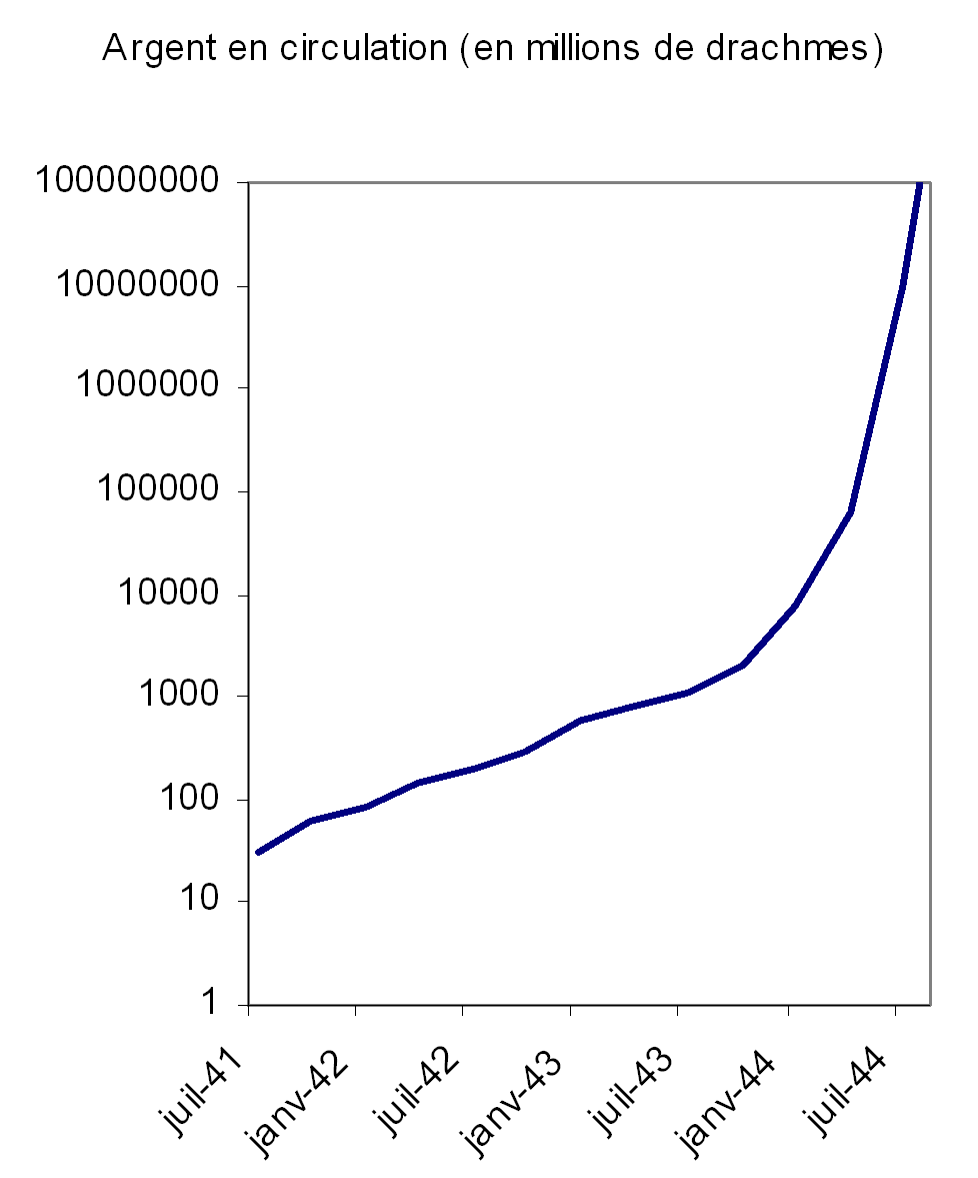
Inflation en Grèce entre 1941 et 1944.

Cette tactique d'expropriation et de pillage montre une volonté de faire passer les intérêts économiques du Reich avant l'intérêt politique. Les effets se font vite sentir : montée brutale du chômage et chute de la production industrielle, soit parce que les usines manquent de matières premières, soit parce que leurs stocks sont expédiés hors de Grèce. La production d'électricité est divisée par deux entre 1940 et 1942. On assiste à une déforestation autour d'Athènes, où les arbres sont le seul moyen de chauffage et de cuisson.
La rareté des produits disponibles et l'augmentation de la « monnaie de singe » d'occupation en circulation entraînent une inflation galopante et la destruction du système monétaire. Un oque de pain (1 250 gr) passe de 12 drachmes en 1940 à 760 en janvier 1942 et 34 millions en septembre 1944. L'oque d'huile (1,33 L) subit la même inflation et passe de 50 drachmes en 1940 à 1 450 en 1942 et 400 000 en janvier 1944. Les prix à Athènes auraient été multipliés par 10 000 entre octobre 1941 et février 1944.
| Produit (par oque) | 1er octobre 1940 | 1er septembre 1942 | 1er octobre 1943 | 1er janvier 1944 | 1er avril 1944 | 1er septembre 1944 |
| ------------------ | ---------------- | ------------------ | ---------------- | ---------------- | -------------- | ------------------ |
| Pain               | 10               | 7 000              | 13 000           | 34 000           | 460 000        | 34 000 000         |
| Fromage            | 60               | 44 000             | 120 000          | 600 000          | 6 000 000      | 1 160 000 000      |
| Huile d'olive      | 50               | 30 000             | 80 000           | 200 000          | 2 800 000      | 400 000 000        |
| Olives             | 26               | 7 000              | 22 000           | 80 000           | 1 200 000      | 400 000 000        |
| Chaussures (paire) | 450              | 300 000            | 800 000          | -                | -              | 2 204 000 000      |

### La famine

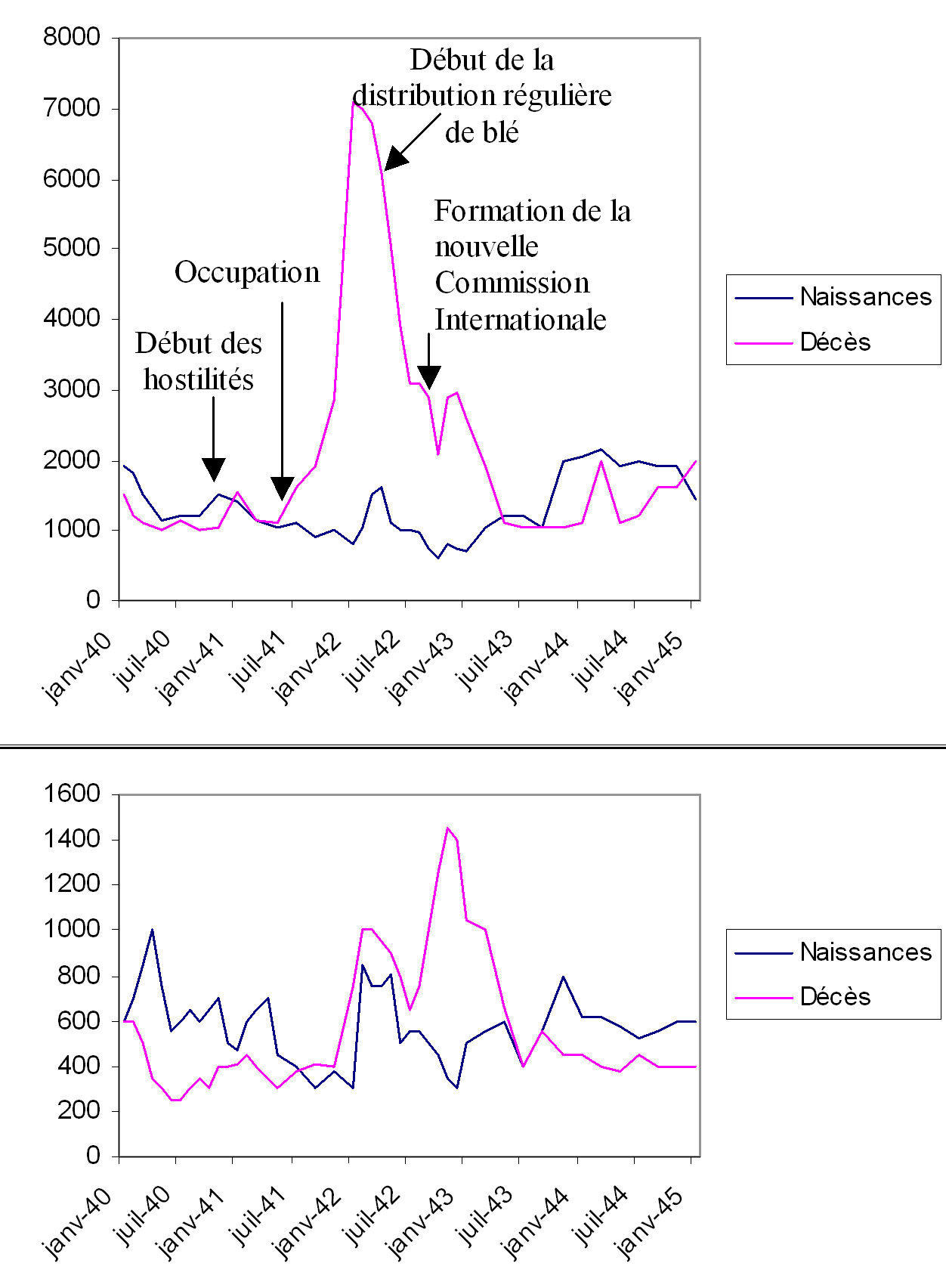
Taux de natalité pour la conurbation d'Athènes et du Pirée (en haut) et en Macédoine (en bas) entre 1940 et 1944.

Une spécificité de la Grèce d'avant-guerre est que la culture des céréales ne se faisait pas dans de larges exploitations, faciles à contrôler par les autorités. La réforme agraire engagée par Elefthérios Venizélos au lendemain de la Première Guerre mondiale avait transformé la Grèce en une nation de petits propriétaires qui souvent ne mettaient en vente qu'une partie de leur production, afin de garantir la stabilité des prix. La réquisition des stocks des agriculteurs par l'Axe dans les premières semaines de l'occupation, ne les encourage pas à vendre ni même à déclarer leur récolte, ce qui provoque une hausse des prix.
Avant la guerre, la Grèce importe 400 000 à 500 000 tonnes de blé par an. Mais la Grèce est désormais coupée de ses sources traditionnelles d'approvisionnement qu'étaient la Roumanie, les États-Unis, l'Australie et le Canada. De plus, la Grèce n'est plus en mesure de contrôler sa propre production de blé. La Macédoine orientale, qui regroupe alors 11 % de la population grecque, produit 40 % de la production totale de blé, 60 % du seigle et 60 % des œufs, est désormais bulgare. C'est la même chose pour l'huile d'olive de Lesbos, qui ne peut plus être acheminée vers le continent. Faute de matériel, d'engrais, d'hommes et d'animaux de trait, la production agricole s'effondre. Par rapport à 1937-1940, la production de tabac, coton, laine, soie, huile d'olive diminue de 90 % en 1942, celle de blé, de lentilles et d'orge de 62 à 72 %.
L'arrêt de l'importation de blé, la fragmentation du territoire et la faible récolte de blé en 1941 (inférieure de 15 à 30 % par rapport à l'année précédente) provoquent une famine en Grèce au cours de l'hiver 1941-1942.
La famine est très sévère entre septembre 1941 et l'été 1942 à Athènes (qui se situe loin des centres de production et dont la population est grossie par les réfugiés et les soldats démobilisés) et dans les Cyclades, privées des ressources de la mer par l'interdiction de pêcher, et où les rendements des cultures sont faibles. La disette est chronique dans les grandes villes du pays et s'étend aux zones montagneuses en 1943 et 1944.
Au début, les Italiens maintiennent la ration de pain à un niveau élevé, et ce aussi longtemps que cela leur est possible : la ration de 300 grammes que les Athéniens reçoivent avant le début de l'occupation passe à 200 grammes à fin juin. Par la suite, on ne distribue plus de pain ou alors un jour sur deux et sa qualité diminue. À la mi-novembre 1941, les réserves ne sont plus que de trois semaines à raison de moins de 100 grammes par habitant. Les Italiens choisissent de réduire leurs prélèvements et obtiennent des Allemands la liberté de ravitailler leur zone sur leurs propres réserves, mais l'Italie ne possède pas de blé en excès et le blocus britannique empêche les navires de traverser l'Adriatique.
Pour la première fois depuis que des statistiques sont enregistrées, le nombre des décès dépasse le nombre des naissances à Athènes. De 15 naissances pour 1 000 habitants en 1940, le chiffre chute à 12,5 pour l'année 1941 et 9,6 en 1942, alors que dans le même temps, le chiffre des décès passe de 12 pour 1000 en 1940 à 25,8 en 1941 et 39,3 en 1942. Entre octobre 1941 et octobre 1942, 50 000 décès dus à la faim sont déclarés pour la région d'Athènes, du Pirée et d'Égine. Autre exemple, sur l'île de Syros, où en 1939 les naissances dépassaient les morts de 52 personnes, le chiffre des morts dépasse de 962 celui des naissances en 1942. Le chiffre total des victimes est de 250 000 selon la Croix-Rouge, de 500 000 selon l'antenne grecque de la BBC, sur une population de 7,3 millions d'habitants. 65 à 70 % de l'ensemble des victimes grecques de la Seconde Guerre mondiale sont mortes lors de la famine. Les chiffres semblent pourtant sous-estimés, car de nombreux décès ne sont pas déclarés. Afin de garder les tickets de rationnement, les familles se débarrassent des corps de leurs proches ou les enterrent à la hâte dans des tombes anonymes. Des centaines de cadavres non identifiés sont ramassés par les services municipaux et ne figurent pas dans les décomptes officiels. Le ministère de la santé attribue directement à la faim le tiers voire la moitié des décès du pays. Mais, indirectement, la famine en a probablement tué beaucoup plus car la malnutrition rend les gens plus vulnérables à la tuberculose, la grippe et autres maladies.
| Région                  | septembre-novembre 1941 | décembre-janvier 1941-1942 | mars-mai 1942 | juin-juillet 1942 |
| ----------------------- | ----------------------- | -------------------------- | ------------- | ----------------- |
| Athènes et environs     | 8 896                   | 20 244                     | 13 620        | 8 849             |
| Grèce-Centrale et Eubée | 696                     | 1 789                      | 1 700         | 1 145             |
| Péloponnèse             | 1 461                   | 2 956                      | 2 410         | 2 402             |
| Thessalie               | 534                     | 1 347                      | 1 504         | 1 236             |
| Macédoine               | 1 195                   | 2 771                      | 2 246         | 2 399             |
| Épire                   | 189                     | 313                        | 286           | 275               |
| Crète                   | 382                     | 458                        | 354           | 333               |
| Îles                    | 1 373                   | 3 640                      | 2 788         | 1 487             |

Allemands, Italiens et Britanniques se renvoient la responsabilité du désastre. L'Axe présente la famine comme le résultat du blocus britannique et suggère aux Alliés de le lever pour permettre le ravitaillement du pays. Les Britanniques se refusent à lever le blocus car ils n'ont pas beaucoup d'autres ressources contre leur ennemi. Mais l'opinion publique au Royaume-Uni et aux États-Unis s'émeut des descriptions faites de la famine, et pousse leurs gouvernements à trouver des moyens d'actions. Le 25 avril 1941, le gouvernement grec à Londres sollicite une aide britannique et demande une levée du blocus. Le gouvernement britannique reconnaît que le cas de la Grèce doit être traité à part, surtout parce que le pays dépend énormément des importations de blé et que la Grèce avait rendu de grands services aux Alliés. La solution trouvée par les Britanniques est alors de faire parvenir du blé depuis la Turquie (neutre), elle-même dans la zone de blocus.
Dès novembre 1940, la Greek War relief Association of New-York voit le jour aux États-Unis sous la direction du président de la Fox, d'origine grecque. Elle collecte des fonds pour acheter des céréales en Turquie. En octobre 1941, le vapeur turc Kurtulus arrive au Pirée chargé de grains, sous pavillon du Croissant-Rouge. Entre octobre 1941 et janvier 1942, le Kurtulus fait 5 voyages avant d'être coulé par une torpille allemande, et n'ayant pu fournir à la Grèce que 6 735 tonnes de blé au total. Le Dumlupinar lui succède mais, en avril 1942, la Turquie interdit les exportations de blé et finalement ce ne sont que 17 500 tonnes de céréales et de légumes secs qui parviennent à la Grèce.
Le gouvernement Tsoudéros fait pression sur le gouvernement britannique en faveur de la levée du blocus. En novembre 1941, le Vatican intervient à son tour, puis Roosevelt en décembre. En janvier 1942, le gouvernement en exil menace de démissionner si aucune mesure n'est prise. Les marins grecs de la flotte britannique font de même. Le 16 février 1942, le Royaume-Uni autorise le ravitaillement de la Grèce sous le patronage d'une autorité neutre. La mission internationale qui supervisait les distributions de blé du Kurtulus est élargie en incluant des Suédois. Les premières cargaisons de blé partent du Canada en juin 1942. L'amélioration des conditions de ravitaillement sont visibles immédiatement, et même si le taux de mortalité reste élevé tout au long de l'année 1942, les chiffres de l'hiver précédent ne sont plus atteints.

### Le marché noir
Le marché noir remplace petit à petit le marché officiel contrôlé par l'État. Le marché officiel se réduit finalement à néant et le marché noir est alors le seul moyen de ravitaillement d'Athènes et du Pirée. En effet, le morcellement du territoire a pour conséquence que les régions productrices retiennent leurs réserves et entravent la circulation normale des biens.
Le marché noir ne touche pas une catégorie sociale particulière, mais tous les échelons de la société, et surtout les plus élevés, qui ont accès aux stocks. Au printemps 1942, deux ministres soupçonnés de trafic doivent démissionner. À la Libération, le président de l'association des commerçants de Thessalonique, le gouverneur de Macédoine et le président de la chambre d'industrie de Thessalonique sont accusés de marché noir à grande échelle.
La catégorie qui, plus que toute autre, profite du marché noir est celle des agriculteurs. Après la crise rurale de l'entre-deux-guerres, les campagnes voient là l'occasion de prendre leur revanche sur les villes, malgré les appels au civisme lancés par Tsolakoglou aux producteurs.
Pour Mazower, les prix pratiqués sont le reflet des risques encourus par les trafiquants pour faire passer des marchandises d'une île à une autre par exemple, et des pots-de-vin qu'il est nécessaire de donner afin de corrompre les autorités pour qu'elles ferment les yeux sur leurs trafics. La complicité entre autorités et trafiquants prend de telles proportions dans certaines régions, que le marché noir est indissociable de l'économie. Par exemple, sur l'île de Siphnos, la garnison de 120 militaires italiens possède la maîtrise absolue du commerce de l'huile d'olive, dont elle distribue une petite quantité aux habitants de l'île avant de revendre le reste à des négociants.
Dès le mois de mai 1941, Tsolakoglou annonce que des tribunaux spéciaux seront créés afin de juger les spéculateurs. Mais en novembre de la même année, alors qu'un groupe d'importateurs accusés d'approvisionner le marché noir en sucre doit être jugé, les rumeurs affirment que des ministres du gouvernement sont impliqués dans ce trafic, ainsi que la propre épouse de Tsolakoglou.
Au cours de l'hiver 1943, alors que se profilent l'effondrement de l'Axe et de la victoire des Alliés, les trafiquants commencent à liquider leurs stocks. En novembre 1943, on peut lire sur les murs du Pirée :

« Télégramme pour le général Alexander :
 Merci de retarder votre arrivée.
 Nous allons être ruinés.
 Signé : les trafiquants du Pirée. »

Ce à quoi un autre message répond : 

« Pour les trafiquants du Pirée.
 Ne peut arrêter.
 Vendez!.
 Signé : Général Alexander »

## Collaboration
En Grèce, on peut distinguer plusieurs types de collaboration avec l'occupant. Il y a tout d'abord une collaboration du gouvernement Tsolakoglou, une autre économique, une autre par sentiment anti-communiste (les communistes étant majoritaires dans la résistance), puis une dernière chez certains minoritaires mal intégrés et tentés par la collaboration.
Georgios Tsolakoglou est nommé Premier ministre de la Grèce par Hitler et forme le premier gouvernement de la Grèce occupée le 28 avril 1941. « Dès le 30 avril, Tsolakoglou prête un serment clair : rétablir la tranquillité et l'ordre et combattre toute action hostile aux troupes de l'Axe, collaborer loyalement avec les forces de l'Axe pour l'application du Nouvel Ordre en Europe ».
D'anciens généraux de Metaxás qui n'ont pas suivi le roi en exil, forment le premier gouvernement de l'occupation. Aucun d'entre eux n'a reçu de formation politique particulière, et certains doivent leur nomination à leurs bonnes relations avec l'Allemagne. Ainsi, Nikolaos Markou, responsable de la police de sécurité, est surtout connu pour avoir mené une mission chargée de l'achat d'armes à l'Allemagne pour l'armée grecque en 1938. On retrouve des officiers à tous les postes gouvernementaux, à l'exception de deux : le ministère de l'économie, et celui de la santé.
L'Allemagne peut s'appuyer sur des partis d'extrême-droite. Fondé en 1931, le Parti fasciste grec compte moins de 50 000 membres, mais on trouve à sa tête des personnalités de premier plan. Après la capitulation de la Grèce, le Parti fasciste grec envoie ses excuses à Adolf Hitler pour la résistance opposée par la Grèce à l'Allemagne. D'autres partis fascistes, tels que l'Union Nationale de Grèce (Ethnike Enosis Ellados - EEE) existent. À l'été 1941, la plupart de ces groupes fusionnent, à l'exception de l'EEE, pour former l'Organisation Politique Nationale Socialiste (Ethniko-Sosialistike Patriotike Organosis - ESPO) sous la direction du docteur Stereodemas.
 Les Allemands encouragent le développement des mouvements fascistes en tant qu'alliés potentiels dans leur lutte contre le communisme, mais leur faible nombre et le peu d'écho qu'ils rencontrent au sein de la population déterminent les occupants à rechercher d'autres alliés.
Le but initial de l'Allemagne est la mise en place d'un gouvernement suffisamment faible pour lui permettre de se servir des ressources de la Grèce. Au fur et à mesure que la résistance grandit au cours de l'hiver 1942-1943, le Reich cherche des figures énergiques dans leur lutte contre le bolchévisme. Les Allemands envisagent de mettre Ioánnis Rállis à la tête du gouvernement, car ils le pensent plus efficace dans la lutte contre le communisme. Les Italiens proposent Gotzamanes. En novembre 1942, Tsolakoglou est remercié et Allemands et Italiens arrivent à un compromis sur la personne du docteur Konstantínos Logothetópoulos en tant que Premier ministre. Logothetopoulos, qui s'entoure quasiment de la même équipe gouvernementale que son prédécesseur, ne convainc pas plus l'occupant dans sa capacité à endiguer la menace communiste. Le 6 avril 1943, il est donc remplacé par Ioánnis Rállis, qui se sépare de la plupart des généraux au pouvoir et les remplace par des civils. En avril, il organise des bataillons de sécurité, chargés de contrer les réseaux de résistants et donc les communistes. Ces bataillons de sécurité sont composés d'officiers royalistes, que Rallis n'hésite pas à menacer en cas de réticence de leur part. En effet, à partir de janvier 1944, il menace de supprimer salaires et retraites aux officiers qui refuseraient d'y servir. Ces bataillons de sécurité sont placés sous le commandement du Höhere SS- und Polizeiführer (HSSPF - Haut commandant de Police). Treize unités, comptant 8 000 hommes au début de l'été 1944 et 16 625 hommes en septembre, sont équipées par la Wehrmacht. Cinq autres unités, de 1 000 chacune, entraînées par l'Allemagne et équipées par l'Italie, sont l'élite des bataillons de sécurité et portent le nom de bataillons Evzones. Concentrés principalement dans le Péloponnèse, ils se rendent parfois à Athènes et ses environs pour mener des actions anti-communistes. Quatre nouveaux bataillons sont créés à l'hiver 1943-1944 afin de couvrir le centre et le sud-est du pays (Eurytanie, Thessalie, Boétie, Eubée et Attique).
En plus des bataillons de sécurité, sont créées des unités chargées d'assassiner des militants communistes. Les bataillons de sécurité et les autorités allemandes leur fournissent des listes de « communistes » à éliminer. Mis en place en mars 1944, ils assassinent au cours du premier mois 50 membres de l'EAM ou de l'ELAS dans la région de Volos. Mais c'est à Athènes que l'action des bataillons est la plus efficace selon Joëlle Dalègre : ils effectuent des blocus, encerclant certains quartiers et rassemblent tous les hommes avant de faire venir un « informateur » qui, sous couvert d'une cagoule noire, désigne les résistants et les partisans communistes présents. Les hôpitaux d'Athènes sont nettoyés de cette façon le 20 novembre 1943, puis c'est au tour des quartiers rouges d'Athènes (Byron, Kaissariani, Néa Smýrni ou Néa Ionia) au printemps 1944. Certains coupables désignés sont immédiatement pendus sur la place publique et leurs corps exposés. Les autres sont envoyés au camp de Chaidari, où 1 800 d'entre eux sont exécutés entre septembre 1943 et septembre 1944.
L'ensemble de ces bataillons se révèle efficace dans la diminution des pertes allemandes. Du 1er septembre 1943 au 1er septembre 1944, les pertes enregistrées sont les suivantes :
|                                | Tués | Blessés | Disparus |
| ------------------------------ | ---- | ------- | -------- |
| Allemands                      | 69   | 130     | 170      |
| Italiens                       | 23   | 24      | 130      |
| Grecs (Bataillons de sécurité) | 637  | 910     | 586      |

Pour la même période, les autorités allemandes relèvent 3 308 morts, 1 750 capturés et 3 258 arrestations du côté des résistants.
Enfin, les bataillons de sécurité jouent un rôle lors de la retraite de l'armée allemande. Les bataillons servent à couvrir les arrières de l'armée quittant le pays et essaient d'empêcher la prise des villes du Péloponnèse par la résistance. De petites unités sont formées en Macédoine et servent au même but en octobre 1944.
Les bataillons de sécurité échouent à devenir des forces régulières de police. De nombreux volontaires s'engagent dans ces bataillons par sentiment anti-communiste et recherchent davantage le combat contre les résistants communistes que la routine d'un travail de policier. Hondros estime que les volontaires s'engagent par sentiment anti-communiste autant que par volonté de travailler pour l'Allemagne.

### Les ouvriers grecs en Allemagne
Lors des premiers mois de l'occupation, les efforts faits par l'OKW pour attirer des travailleurs grecs en Allemagne ne portent pas vraiment leurs fruits. Selon l'OKW, en octobre 1941, sur trois millions et demi d'ouvriers travaillant en Allemagne, seuls 500 sont grecs. Pour comparaison, en hiver 1941, presque la moitié des ouvriers sont polonais, l'autre moitié vient majoritairement d'Europe de l'Ouest. Concernant les voisins de la Grèce, la Yougoslavie et l'Albanie fournissent respectivement à cette époque 109 000 et 14 600 ouvriers, alors que l'Albanie n'est pas un pays occupé.
En janvier 1942, un appel à candidature est lancé par le bureau de Thessalonique de la commission de recrutement des travailleurs grecs. Seule une vingtaine de volontaires auraient répondu, ce qui déclenche une réquisition civile. Les recruteurs jouent à la fois sur la peur, en faisant croire que les récalcitrants iraient sur le front russe, et sur la promesse d'une vie meilleure en Allemagne avec des salaires bien plus importants qu'en Grèce. On fait publier dans la presse de fausses lettres d'ouvriers grecs en Allemagne, vantant l'abondance de la nourriture et la qualité des soins médicaux. Des cérémonies d'adieux sont organisées dans les gares afin de rendre les départs spectaculaires. À la fin de l'année 1942, ce sont 10 000 ouvriers qui sont partis en Allemagne, niveau encore loin de l'objectif de 30 000 hommes annoncé par les autorités locales.

### Les minorités
Bien qu'aucune minorité n'ait massivement collaboré avec l'ennemi, la position de certains de leurs leaders a été ambigüe.
Les populations slavophones ou bulgarophones de Macédoine avaient fait l'objet d'un traité d'échange de population gréco-bulgare en 1919, réduisant un peu le mélange ethnique de cette région, qui rendait inéquitable tout tracé de frontière. Il restait néanmoins d'importantes minorités dans les régions frontalières, acquises par la Grèce en 1913. Encouragés par la Bulgarie qui gardait des vues sur la région, de nombreux slavophones étaient restés vivre en Grèce. Dans la région de Florina, ils représentaient 60 % de la population selon l'administration grecque, qui y pratiqua une politique d'assimilation forcée en hellénisant les patronymes et noms de lieux, et en rendant obligatoire l'emploi du grec. En avril 1941, les Allemands exploitent leurs ressentiments, et certains slavophones en profitent pour retirer leurs enfants de l'école et détruire ce qui rappelle la Grèce. En mai 1941, la Bulgarie fonde à Thessalonique un Club Bulgare, qui compte 70 000 à 80 000 membres, ainsi qu'une école bulgare. En 1943, les Allemands créent une milice slavophone collaboratrice, l'Ohrana (en).
Les Valaques, nombreux dans le Pinde et en Macédoine, sont des éleveurs orthodoxes intégrés dans l’Elliniki ethniki koinonia (nation grecque) mais dont la langue maternelle est latine : c'est l'aroumain. Depuis le XIXe siècle, leurs écoles étaient financées par la Roumanie. Lorsqu'en octobre 1940 celle-ci devient fasciste, ces écoles propagent une idéologie ultra-nationaliste et anti-hellénique : celle de la Garde de fer. Bien que la Garde de Fer ait été éliminée par le général Antonescu en janvier 1941, les instituteurs nommés l'année précédente sont restés en place, continuant à diffuser leurs idées, et inclinant vers Mussolini qui essaie en 1942 de jouer sur cette parenté latine pour enrôler les Valaques au sein d'une Légion valaque (Legione valacca). Mais les Valaques étant une minorité bien intégrée et se considérant comme grecque, la Légion ne rencontre guère de succès et la plupart des Valaques préfèrent rejoindre la résistance. L'occupant n'obtient pas davantage de succès sur le plan politique : le tristement ridicule projet de « principauté du Pinde » d'Alcibiade Diamandis et Nikolaos Matoussis laisse place à l'ELAS sans avoir jamais eu de frontières, ni la moindre institution propre. Les quelques Valaques qui avaient pris des positions anti-helléniques ont alors dû s'enfuir en Roumanie puis, lorsque celle-ci est devenue communiste et a cessé de financer leurs écoles, ils se sont exilés en occident.
Enfin, des Tsamides (Τσάμηδες), musulmans albanophones vivant en Épire, il restait environ 20 000 personnes, exclues des échanges obligatoires de populations de 1925. Depuis cette date, ils se plaignaient des réformes agraires et de l'enseignement en grec obligatoire. De plus, la Grèce n'a pas fait confiance aux 1 800 recrues Tsamides au début de la guerre, et les fit travailler sur les routes avant de les reléguer dans les îles. Mussolini arrive donc à recruter quelques centaines d'entre eux au sein d'une Légion Tsamide (Legione Ciamida).

## Résistance

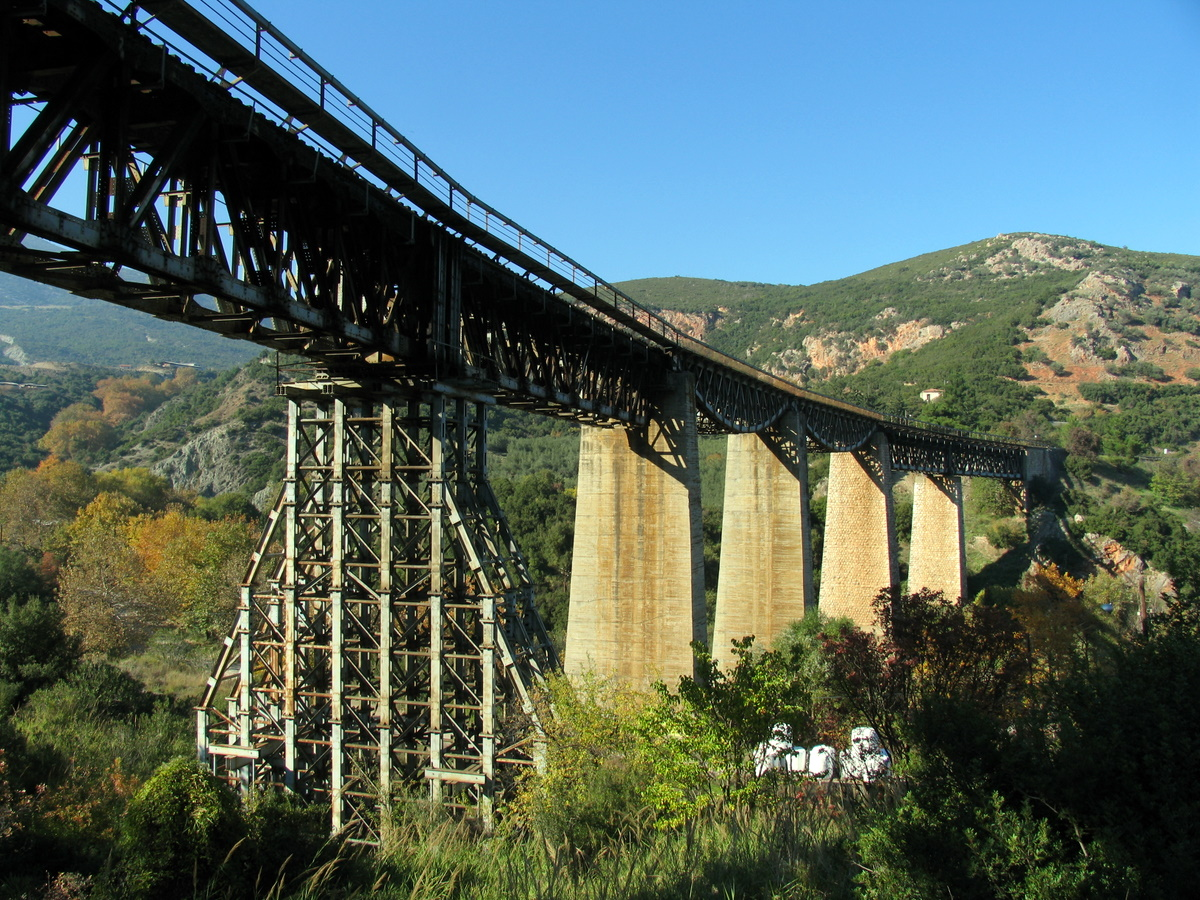
Le pont ferroviaire de Gorgopotamos qui a été dynamité par la résistance pendant la Seconde Guerre mondiale.

Dès avril 1941, les Allemands constatent l'hostilité de la population grecque à leur égard. Le 10 mai 1941, un convoi de prisonniers britanniques, escorté de soldats allemands, traverse la place Syntagma dans Athènes. La foule présente applaudit le convoi. Les soldats allemands répondent aux acclamations, pensant qu'elles sont pour eux. Mais ils doivent se rendre à l'évidence que la population d'Athènes soutient ouvertement l'armée britannique lorsqu'ils reçoivent les rires de la foule. Si le mythe de l'« evzone Konstantinos Koukidis » qui, le 27 avril, se serait enveloppé du drapeau grec de l'Acropole pour se jeter dans le vide plutôt que de le rendre, est une invention patriotique, en revanche Manólis Glézos et Apóstolos Sántas ont bel et bien dérobé le drapeau nazi le 30 mai 1941 pour le remplacer par l'étendard grec, pour la plus grande fierté de la population athénienne,.
À la fin 1941 ont lieu les premiers soulèvements armés en Grèce. Le Parti communiste de Grèce (KKE) crée en septembre le Front de libération nationale (EAM) qui se dote, en février 1942, d'une branche militaire l'Armée populaire de libération nationale (ELAS). Les républicains vénizélistes fondent la Ligue grecque nationale républicaine (EDES). Un autre mouvement de résistance, plus modeste, existe avec l'EKKA. Les mouvements de résistance, aidés dans leurs sabotages par les agents britanniques en Grèce, engagent bientôt contre les occupants italiens et allemands une intense guérilla, et parviennent à reprendre le contrôle de plusieurs localités. Mais un conflit éclate vite entre les communistes et les non-communistes, que les Britanniques finissent par soutenir en priorité. Avant même la fin de l'occupation, les groupes de résistance commencent à s'affronter militairement. En avril 1944, le colonel Dimítrios Psarrós, chef de l'EKKA, est tué par l'ELAS.

## Le sort des Juifs en Grèce

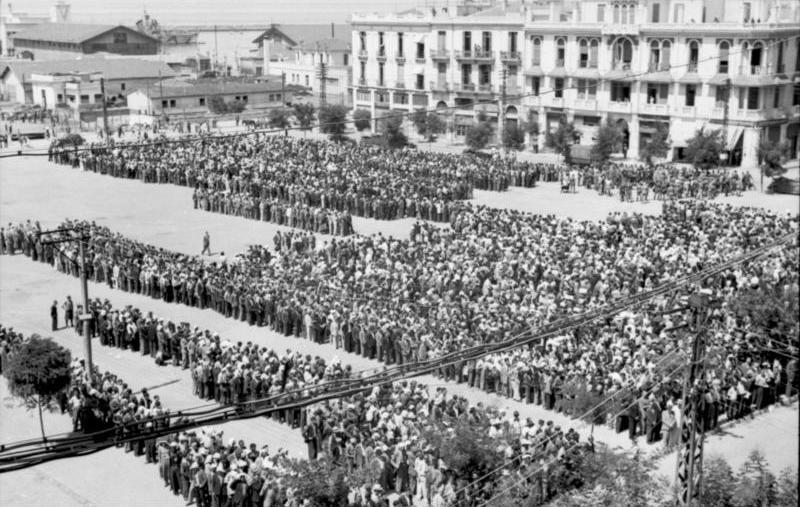
Recensement des Juifs à Thessalonique, en 1942.

Avec la délimitation des zones d'occupation, Thessalonique passe sous contrôle allemand et la Thrace sous contrôle bulgare ; dans la partie allemande, des mesures antisémites sont rapidement prises, et le port de l'étoile jaune est imposé. En décembre 1942, le cimetière juif de Thessalonique est démoli pour obtenir du matériel de construction.
En mars 1943, les déportations de juifs grecs commencent depuis les zones d'occupation allemandes et bulgares. En septembre, après le retrait italien, les Allemands investissent les zones précédemment occupées par leur ancien allié. Les communautés romaniotes, bien intégrées, bénéficient du soutien d'une partie de la communauté chrétienne orthodoxe. L'archevêque Damaskinos favorise la création de milliers de faux certificats de baptême. Le chef de la police d'Athènes procure plus de 20 000 faux papiers aux familles juives. Le Premier ministre Ioánnis Rállis tente de rassurer les Juifs d'Athènes en affirmant que ceux de Salonique avaient été déclarés coupables d'activités subversives, mais qu'eux-mêmes n'ont rien à craindre. Elias Barzilaï, grand rabbin d'Athènes, détruit les registres de la communauté réclamés par le Département des affaires juives, et conseille à tous les Juifs d'Athènes de se mettre à l'abri. Lui-même est caché par des membres de l'EAM-ELAS. Malgré l'aide de la résistance, environ 60 000 juifs périssent durant l'occupation, soit 81 % de la communauté israélite grecque, dont 50 % des juifs d'Athènes et 91 % de ceux de Thessalonique ; le taux de mortalité dépasse également 90 % dans les zones bulgares où les Allemands ont systématiquement pourchassé les communautés.

## Libération de la Grèce
À l'été 1944, la situation s'aggrave pour l'Axe sur le Front de l'Est et le front balkanique. La guerre en Yougoslavie tourne mal, l'occupation en Albanie est également accompagnée d'une forte guerre de résistance, et l'Armée rouge s'approche de la frontière yougoslave. Début septembre, l'Union soviétique envahit la Bulgarie et la force à changer de camp. En Grèce même, les résistants affrontent les occupants de manière déterminée, malgré les opérations de répression menées par les Allemands et le gouvernement collaborateur grec.
S'il apparaît que les Allemands vont bientôt évacuer le pays, les Alliés souhaitent éviter une prise de pouvoir par les communistes grecs, et planifient un débarquement. Les États-Unis ne souhaitant pas y participer, la situation est prise en main par le Royaume-Uni qui, bien qu'ayant soutenu les Partisans communistes yougoslaves, veut éviter un passage au communisme de l'ensemble des Balkans et donc de la Grèce. Le 26 septembre, les forces communistes (EAM-ELAS), ainsi que le gouvernement grec en exil, acceptent de placer leurs troupes sous le commandement du lieutenant-général britannique Ronald Scobie.

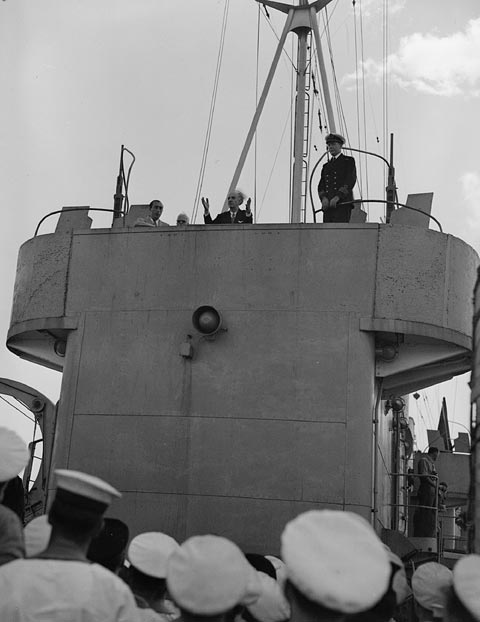
Le 16 octobre 1944, Gheórghios Papandréou prononce une allocution à bord du navire H.M.C.S. Prince David, avant de fouler à nouveau le sol grec.

Le 12 octobre, les Allemands évacuent Athènes. Deux jours plus tard, les troupes britanniques de Ronald Scobie débarquent dans la capitale. Le 17 octobre, les navires britanniques et grecs entrent dans la baie du port de Phalère. Le lendemain, le gouvernement d'union nationale, formé en avril par le roi Georges II et dirigé par Gheórghios Papandréou, arrive dans la capitale. Les troupes alliées investissent le pays alors que les occupants sont en pleine retraite : les derniers soldats allemands quittent la Grèce continentale à la fin octobre.

### Un pays divisé
La libération n'apaise pas les tensions politiques en Grèce : les communistes de l'EAM-ELAS ont constitué leur propre gouvernement et n'entendent pas accepter le retour du roi. Le gouvernement d'union nationale de Papandréou, soutenu par les Britanniques, ne parvient pas à calmer le jeu. Le 1er décembre, le gouvernement décrète la démobilisation des groupes de résistance armée. Quelques jours plus tard, l'EAM-ELAS passe à l'offensive contre l'EDES, les troupes gouvernementales et les Britanniques. Les communistes, finalement défaits par les Britanniques après plusieurs semaines de combats, ne cessent les hostilités qu'à la mi-janvier 1945. Un plébiscite pour décider du maintien ou non de la monarchie est annoncé, mais la situation demeure particulièrement tendue, la guerre civile grecque recommençant dès l'année suivante.